# Капсульное поколение
«Капсульное поколение» (англ. The Pod Generation) — художественный фильм режиссёра Софи Бартез. Главные роли исполнили Эмилия Кларк и Чиветел Эджиофор. Фильм вышел 19 января 2023 года.

## Сюжет
Сюжет фильма разворачивается в недалеком будущем. Искусственный интеллект проник во все сферы жизни. Молодая пара, Рэйчел и Элви, хотят завести ребёнка и крупная технологическая компания предлагает им обоим испытать радости и трудности беременности. Элви сомневается, но любовь к Рэйчел толкает его на эксперимент.

## В ролях
- Эмилия Кларк — Рейчел
- Чиветел Эджиофор — Элви
- Розали Крейг — Линда Возчек
- Винетт Робинсон — Алиса
- Кэтрин Хантер — Философ
- Жан-Марк Барр — Основатель

## Производство
В октябре 2021 года стало известно, что Эмилия Кларк и Чиветель Эджиофор исполнят главные роли в фильме, сценаристом и режиссёром которого выступит Софи Бартез. В мае 2022 года к актёрскому составу присоединились Розали Крейг, Винетт Робинсон и Кэтрин Хантер, а Рита Бернар-Шоу и Меган Мацко — в ноябре 2022 года.
Съёмки начались в марте 2022 года в Бельгии.
Премьера фильма запланирована на 2023 год.

## Отзывы и оценки
На сайте Rotten Tomatoes фильм имеет рейтинг 42 % основанный на 81 отзыве, со средней оценкой 5.6/10.
NDR Kultur так отозвался о фильме: «Очевидные вопросы о социальных, этических и политических последствиях технологического прогресса затрагиваются в „Капсульное поколение“, иногда сатирически, иногда драматически. Фильм о сильных эмоциях, но они проявляются слабо. „Капсульное поколение“ — это не „Гаттака“, которая была впечатляющим и провидческим фильмом о людях в футуристическом обществе, генетически задуманных заранее. Ему явно не хватает остроты, чтобы стать сатирой, которой фильм явно хочет быть».